# 福羽逸人
福羽 逸人（ふくば はやと/いつじん安政3年11月16日（1856年12月13日） - 大正10年（1921年）5月19日）は、日本の造園家、園芸家、官僚、農学者。位階・勲等は正三位勲一等。爵位は子爵。宮内省で長く宮廷園芸技師として活躍、小豆島のオリーブや「福羽いちご」として知られるイチゴなど植物栽培、花弁果樹野菜等の品種改良など園芸分野で多く貢献をしたほか、新宿御苑をはじめとする宮内省管轄の庭園等の整備、武庫離宮（須磨離宮）の庭園設計、栗林公園北庭および日比谷公園西洋花壇の設計に当たった。

## 来歴・人物
石見国津和野藩にて津和野藩士、佐々布利厚の三男として生まれる。父とは3歳のときに死別した。1872年（明治5年）、16歳のとき、国学者の同藩士・福羽美静の養子となる。その年に上京することになった実兄に頼み込んで従僕として同行する。上京してからは最初は旧津和野藩主、亀井茲監が設立していた培達義塾に身を置き、ドイツ語その他を学び、1874年（明治7年）、溜池に開校した工部省工学寮（のちの工部大学校）の小学校に入学した。
工学寮の小学校は工部大学校の予科であり、少年時代から回顧録にあるが、幼少の頃から梅、柿などの果樹木も接ぎ木で育て、梅、柿、菊などの栽培に強い興味を持っていた福羽には数学や物理学が性に合わなかったためか、翌1875年（明治8年）に内藤新宿試験所の実習生となる。1877年（明治10年）には津田塾を興した津田梅子の実父津田仙が主宰する学農社農学校に入学、農学と農芸化学を修める。『大日本農史』には「伝習希望ノ者ヨリ適当ナル者ヲ選抜シー（中略）明治十一年日給改メテ農毫、生ト称ス」とあり、福羽はごくわずかの間ではあるが、日給30銭を支給される伝習生という立場で雑多な農業実修に従事していたと考えられる。また当時の試験場には、松方や大久保が米欧の旅先から送った苗や、旧薩摩藩士で後に山梨県知事、農商務次官になる前田正名がフランスから大量に持ち帰ったりんごやぶどうの苗なども植えられており、特にぶどうは同場の果樹栽培技術確立の主要な目標の一つであった。
1878年（明治11年）に内務省勧農局試験場に入り、農事修学所に勤務、農業園芸の実習と加工製造を研鑚する。1879年（明治12年）、三田育種場詰・植物御苑掛となる。果樹栽培に関して山梨、兵庫、和歌山の地方などを調査し、日本随一の先進地、甲州への調査結果をもとにぶどう栽培の利点をとりまとめた長編の『葡萄園開設論』を作成すると、翌年、フランスから帰国した松方正義勧農頭（大蔵大輔兼務）に提出した。その後、一介の農業生に過ぎず、またぶどう栽培に関する特別な知識、経験のない福羽に、重要な任務が任された理由などは自身が遺した『回顧録』にも何も記されていないが、このことがその後の福羽の運命を決めた主因であったと考えられ、同年には甲州のぶどう栽培の現地調査を命じられる一方、兵庫県加古郡（現・稲美町）に国立の播州葡萄園を設立、1886年（明治19年）に同園の園長となる。
ほか、欧州園芸の実地を研究のためイタリアとフランスへ派遣され、その後米国を巡回して帰国した。1889年、パリ万国博覧会を視察する。また、ヨーロッパと北米を出張訪問した。これは明治18年（1885年）の夏の台風により播州ぶどう園が甚大な被害を受けて再起不能の状態に陥ったことを、一時は身の不幸と慨嘆したと回顧録に記しているが、その憤懣を本場、欧州、特にフランスでのぶどう栽培、ワイン醸造と園芸の視察及びその技術の学習、習得意欲に転換し、留学を決心したとも述べている。しかしながら当時、政府の財政は厳しく、また、一介の農商務省吏員が熱望すれば叶えられるというものではなかったとし、大蔵大臣松方正義、農商務大輔品川弥二郎および大蔵・農商務大書記官前田正名を巻き込んで、ようやくその年の秋頃には出張許可の目途をつけたとしている。よほどのことがなければ閣僚の支援を得ることなどは困難であったが、大久保の命によりワイン造りに取り組み、松方、品川とも親しかった薩摩藩出身の前田正名がフランスから持ち帰ったぶどうを播州ぶどう園で精魂こめて育てたのが福羽であった。しかし、福羽の留学は公費留学であったため、内閣の決裁が必要であり、最終決裁者の伊藤博文総理大臣は不同意だったという。福羽は総理に直接、留学の目的、必要性、すなわち日本の農業の発展にはぶどう栽培、ぶどう酒醸造は言うまでもなく、欧州の果樹、花卉、蔬菜園芸の技術導入が最も急を要する課題であり、自分の留学の目的がそこにあることを執拗に説明して、ようやく欧州留学の道をこじ開けたとしているが、前田の支援があったことは想像に難くない。
1890年農商務省技師補に就任、東京農林学校（後の帝国大学農科大学）兼務となり、はじめて園芸学を担当した。1891年（明治24年）から御料局技師として内匠寮勤務。
1896年（明治29年）、宮内省式部官を兼務し、伏見宮貞愛親王とロシアへ随行。これもロシア皇帝ニコライ2世の戴冠式に親王が参列することを聞き、その随員となって、ロシアのほか欧州皇室の苑園を視ようと目論んだものである。政府は特命全権大使として山縣有朋を派遣することにしていたので、既に面識があった福羽のごり押しにも好都合だったと思われるが、この福羽の要求は当時上司として積極的に支援していた御料局長岩村通俊でさえ尻込みし、福羽はやむなく内務大臣になっていた前任の品川弥二郎に助けを求めた結果、最終決裁者への請願の道を与えられた。その相手は奇しくも、1892年（明治25年）8月から第5代内閣を率いていた伊藤博文であった。この時も福羽は伊藤の「はよーそれ むつかしき」と否定する言葉をさえぎり、目的をるる陳述した結果、後に田中光顕宮内大臣から随員として内定した旨の通知を受け取ったという。
1897年（明治30年）には植物御苑掛長になり、ルソン島・マニラへ調査出張する。1899年（明治32年）にロシアとフランスへ出張、翌1900年（明治33年）にもパリ万国博覧会へ出展園芸物の審査にフランスのパリに出向き、博覧会園芸万国会議に列する。その合間にベルサイユ園芸学校校長アンリ・マルチネに御苑の改造の相談と計画指導を依頼している。和洋の様式が混在した造園として面積18万余坪を占める新宿御苑は、2年後から5年間かけて完成させる。十数年前から多種多様の内外樹草を育成準備したため、わずかな経費で豪華にして優麗な大庭園に改造した。
同年に西欧風公園である日比谷公園の建設に際し造営委員会に加わる。園芸花壇の設計および花壇の造成指揮をとり、西欧園芸の粋をきわめた花壇を出現させる。その後新宿試験場跡の植物御苑発足に当たり、1891年に宮内省御料局技師に任命され、1903年には植物御苑苑長に就任、御苑改造完成後の1904年（明治37年）には宮内省内苑局長に就くと全般の指揮をとる立場となった。以後、宮内省に大正6年の退職まで奉職する。
1906年（明治39年）には東京市の依頼で、市内の街路樹の試験研究を受嘱する。長年の経験を基に、白沢保美と協力立案しスズカケノキ挿穂2万本、ユリノキの種子数種を交附し育成を指導した結果、3年で街路樹木を育成定植させた。

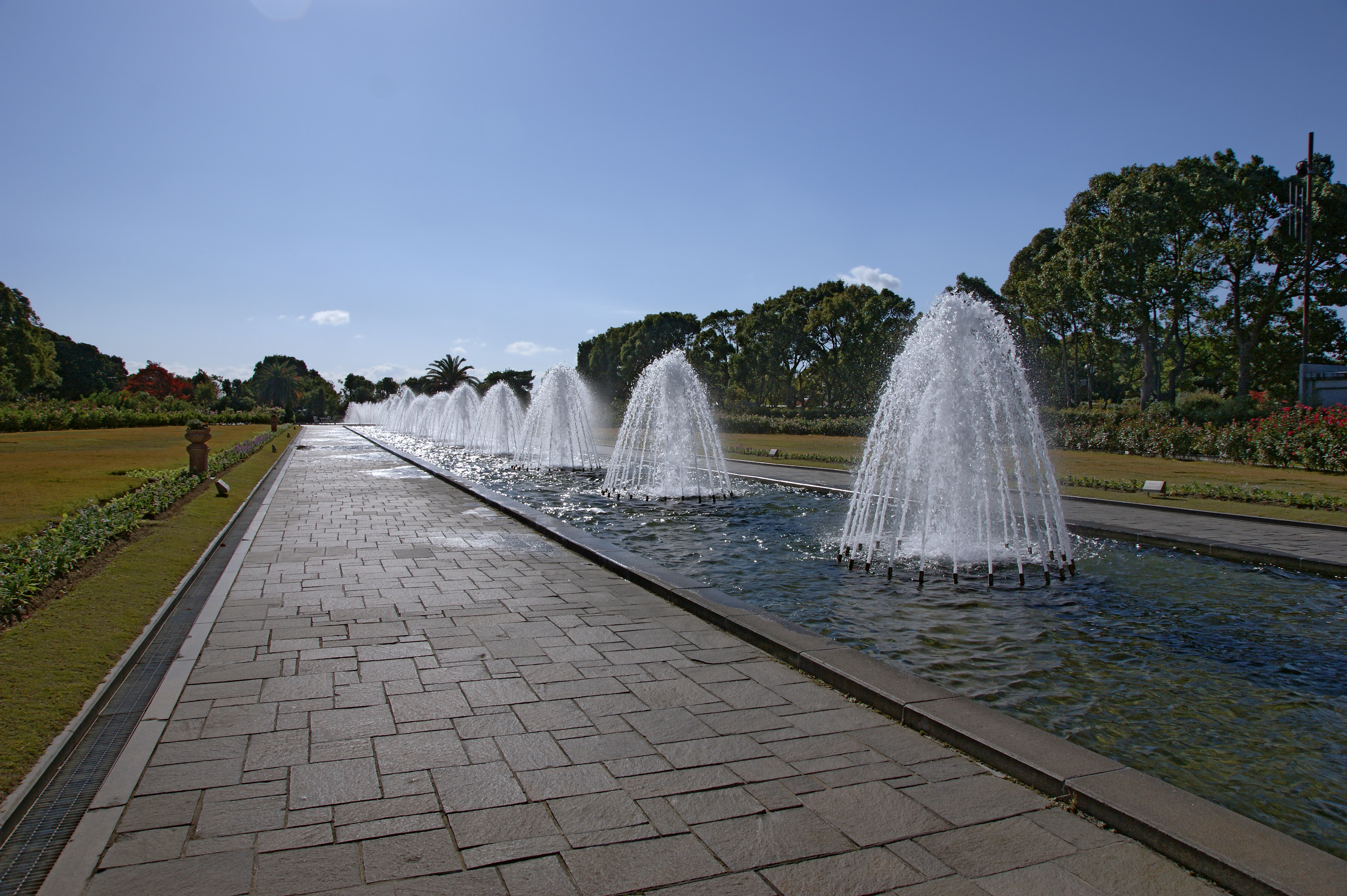
武庫離宮（現須磨離宮公園）

1907年（明治40年）8月22日に爵位を継承。また、大韓帝国の昌慶宮に建設するガラス張り温室の設計を行った。1908年（明治41年）に武庫離宮（現在の須磨離宮公園）の庭園設計を行った。そのほか邸宅庭園では、李王邸や溝口伯爵邸の改良、麻布鳥居坂町の佐々木邸などを手がける。また小沢圭次郎の別府公園（明治41年）は、福羽の推薦による。その後も明治43年まで欧米視察をし、日本に西欧の園芸学を導入し、学問としての基礎を築いた。
1913年（大正2年）に大膳頭ならびに内匠寮御用掛に就任。これは翌年、京都の二条城で行われる大正天皇の即位礼「大饗」の指揮監督官を担ったものであった。福羽はこれまでにも新宿御苑において栽培した西洋野菜や果物を宮中晩餐会で用いたり、洋ランなどの花卉で会場を装飾するなどの饗宴を手掛け、また海外留学や渡航実績、国内外の国家行事への知識や経験が豊富であったことも高評価され、大正4年に行われる大饗指揮官に大抜擢される。
抜擢には福羽自身も「予想外の人事であった」という驚きがあり、また「千載一遇の機会」との思いで承諾したと語っている。そして大正4年に報告書『大饗紀事』を著し、大正天皇即位礼の後に行われる宮中の食事会・大饗について、献立や材料調達、会場設備や室内装飾、スケジュール、職員の心得などを事細かに記録した。報告書の序文には「大饗は国家儀式のなかで最も重要なもの」で「式典に関与する者もっともは慎重・誠実にこの儀式を遂行しなければならない」と記している。この時の部下に料理人の秋山徳蔵などがいる。
1917年（大正6年）7月21日、大膳頭並に内匠寮御用掛を退任し、正三位勲一等瑞宝章、宮中顧問官となる。1919年（大正8年）、農学博士を授与されている。

## 福羽逸人と菊
隣家に毎年菊花壇を設けて菊自慢をしていた人がいたことから、早くから、菊は変化に富み観賞花であることを知り、菊好きになっていったと思われる。学農社に入った頃、薩摩藩出身の司法官僚で、民法典編纂委員をも務めた水本成美に菊の栽培、鑑別に関する薫陶を受けたとされるが、氏は駿河台の自邸に菊花壇を設けて近隣住民に観覧させる菊栽培家としても著名であった。福羽は明治24年に宮内省御局技師に異動し、内匠寮兼務となって植物御苑の再興を果たした後、明治31年末には内匠寮技師、新宿植物御苑掛長を拝命し、その責任者となったが、その頃、以前から番町の自宅の菊を植物御苑に持ち込んで試験栽培していた中から大造りに適した優良種を作出するなど、菊の栽培技術を向上させていたという。このような福羽の努力により、明治33年にパリで開催された万博ではフランスの菊を使用し、また日本とは異なる気候などの条件下ではあったが、市川之雄らとともに苦心して仕立てた大造菊は各国の審査官を驚嘆せしめたようである。

## イチゴの栽培への貢献
福羽逸人は日本におけるイチゴ栽培への貢献で知られている。西洋イチゴの日本での栽培は輸入した苗が輸送中にかれるなどなかなか成功しなかった。福羽はフランスのヴィルモラン商会から取り寄せたジェネラル・シャンジー種の種子を新宿御苑で実生させ、苗の中に大きな果実がつくものを選び、1899年に「福羽」という新品種として発表した。新宿御苑は皇室のための栽培園のため、一般に栽培の許可がされたのは1919年からとなったが、「福羽」から改良されたイチゴの品種には、1980年代後半から1990年はじめに、作付け面積の50%近くを占めた品種「女峰」などがある。

## 栄典
位階
- 1896年（明治29年）6月20日 - 正五位
- 1906年（明治39年）1月20日 - 従四位
- 1911年（明治44年）1月31日 - 正四位
- 1917年（大正6年）7月21日 - 正三位

勲章等
- 1899年（明治32年）12月27日 - 勲六等瑞宝章
- 1901年（明治34年）10月21日 - 単光旭日章
- 1904年（明治37年）12月27日 - 勲五等瑞宝章
- 1915年（大正4年）11月10日 - 大礼記念章（大正）
- 1916年（大正5年）1月19日 - 勲二等瑞宝章
- 1917年（大正6年）7月21日 - 勲一等瑞宝章

外国勲章佩用允許
- 1890年（明治23年）3月12日 - フランス共和国：農事有功記章
- 1896年（明治29年）12月1日 - ロシア帝国：神聖スタニスラス第二等勲章
- 1901年（明治34年）2月27日 - ロシア帝国：神聖アンナ第二等勲章
- 1903年（明治35年）3月28日 - ロシア帝国：金剛石装飾神聖アンナ第二等勲章
- 1907年（明治40年）11月1日 - イタリア王国：王冠第二等勲章

## 著述
主な著作に「甲州葡萄栽培法」（明治14年）、『果樹栽培全書』（全4冊、明治29年）、『紀州柑橘録』（1882年）など。明治26年、蔬菜を総論と各論に分けて論じた『蔬菜栽培法』を著している。94種の野菜を扱い、明治中期の野菜栽培事情と水準の総まとめとして編纂され、改版された。
1903年頃、新宿御苑園芸見習生に講義した筆記録「園芸論」の中に「花園及庭園」論があり、社団法人日本公園緑地協会により活字化された。
- 『疏菜栽培法』林壬（訳）、中国 : 出版者不明、光緒年間。
- 『園藝論』2巻、福羽逸人（講演）、書写者不明、明治期。「巻ノ1」「巻ノ2」文字資料（書写資料）。別題は『園藝論 : 西洋蔬菜之部』。
- 『園藝学阿利襪栽培及製油法』、福羽逸人（講演）、書写者不明、1892年（明治25年）、文字資料（書写資料）。
- 『蔬菜栽培法 : 全』、博文館、1893年。
- 『果樹栽培全書』、博文館、1896年。第1巻、第2巻、第3巻、第4巻。
- 『農学叢書第3集』
  - 「果樹栽培全書」全3巻、沈紘（訳）、江南総農会、1901年（光緒27年）。
  - 「蔬菜栽培法」6篇、林壬（訳）、江南総農会、1901年（光緒27年）。
- 「園芸部報告」『千九百年巴里万国大博覧会』、農商務省、 1902年。全国書誌番号:40033869。
- 『果樹蔬菜高等栽培論』、博文館、1908年。
- 『花卉栽培法 : 福羽逸人遺稿』、福羽真城（編）、福羽真城、1931年。
- 『回顧録』、国民公園協会新宿御苑、2006年、NCID BA78158255。

「本編」
「解説編」国民公園協会新宿御苑（編）、環境省自然環境局（監修）。

## 親族
- 妻 福羽禎 - 養父の長女[24]
- 長女チヨ（1876年生） - 医師・北川乙治郎[25][注釈 4] （1863年生）と1908年に結婚[28]。森鷗外らの取り持ちであった[29]。
- 長男 福羽真城（1880年生) - 子爵、陸軍騎兵大佐、妻は寺内正毅の四女須恵[28][24]。後妻に亀井茲明の娘・孝子。養子に高辻修長の子・邦長。
- 三男 福羽発三（1890年生) - 園芸家[24]